# Edith Checa
Edith Salud Checa Oviedo (Sevilla, 24 de noviembre de 1957-Madrid, 29 de diciembre de 2017) fue una periodista, escritora y poetisa española.

## Biografía
Fue licenciada en Ciencias de la Información. Posteriormente cursó un Diploma de Estudios Avanzados en Literatura y Medios de Comunicación de la Universidad Complutense de Madrid.
Fue realizadora y locutora en programas de radio de la Universidad Nacional de Educación a Distancia (UNED) durante dieciséis años, entre 1989 y 2005, emitidos en Radio 3 de RNE: Rincón literario: tus poemas por las ondas e Informativo Universitario. 
Fue presentadora-guionista de programas de televisión educativa de la UNED en La 2 de TVE y en TVE Internacional: Rincón literario y Ayer y hoy en la poesía.
Profesora de Creación de Novela, Guion de Cine y Cursos de Comunicación. Colaboradora guionista del programa Al filo de lo imposible.
Su último trabajo fue impartiendo talleres de Creación Literaria para el Centro Andaluz de las Letras de la Junta de Andalucía, y como responsable de producción de contenidos de audioguías para museos y monumentos.
Su último libro publicado es la novela juvenil La laguna del olvido (Lastura Ediciones, diciembre de 2017).

## Obras

### Novelas
- El color del albero, Madrid: Editorial Nostrum (10/2000). ISBN 84-930249-6-1.
- No me pidas silencio, Madrid: Ediciones Vitruvio (01/2004). ISBN 84-89795-97-5. Finalista en el Premio Felipe Trigo, finalista en el Premio Relatos de Mujer del Ayuntamiento de Bilbao y preseleccionada al Premio Herralde de novela.
- La luna nos abandona, Sevilla: Editorial Hilos de emociones (11/2016). ISBN 978-84-945219-4-2
- Las santas no se suicidan; Ocaña: Editorial Lastura (11/2016). ISBN 978-84-946036-6-2
- El objeto habitado, Ocaña: Editorial Lastura (02/2017). ISBN 978-84-946540-7-7

### Cuentos infantiles
- Los misterios de la casa de mi abuela, Sevilla: Jirones de Azul (04/2006). ISBN 84-935059-4-3.
- Ya voy ya voy es libre
- La laguna del olvido (Lastura ediciones, Ocaña, diciembre de 2017)

### Poesía
- Un mar que pierde esperanza, Sevilla: Jirones de Azul, (07/2007). ISBN 84-96790-04-5.
- Corazones de ancla sin destino Editorial Torremozas.
- En el lecho de los presagios (Lastura ediciones, Ocaña, octubre, 2017)

### Libro de relatos
- La noche en la ventana, cedido a Fundación Ana Bella. Sevilla. ISBN 978-84-612-3243-7

#### Ensayos
- Gertrudis Gómez de Avellaneda. La incansable correctora 02/2017 ISBN 978-84-16459-34-6

### Premios y selecciones
- Premio "Dámaso Alonso" 2017 de la Academia Hispanoamericana de las Buenas Letras
- Finalista Premio de Novela Negra Diputación de Valencia 2014
- Finalista Premio de Poesía "José Zorrilla" 2013
- 2º Premio Narrativa “Hermanos Caba” 2008 por “La luna nos abandona”
- Premio de Poesía “Nuevas Voces” Torremozas 2003
- Finalista Premio Vargas Llosa 2005 por su novela “Retazos de memorias”
- Finalista Premio Clarín de Cuentos 2005 por “La noche en la ventana”
- Finalista Premio Felipe Trigo de Novela 2001 por “No me pidas silencio”
- Finalista Premio Relatos de Mujer Ayuntamiento de Bilbao 2001 por “No me pidas silencio”
- Preseleccionada al Premio Herralde de Novela 2001 por “No me pidas silencio”

### Publicaciones en antologías
Parte de su obra poética está publicada en las siguientes antologías: 
- VARIAS AUTORAS (2003), Voces nuevas: (XVI selección de poetisas), Madrid: Ediciones Torremozas. ISBN 84-7839-296-3.
- RUBIO, TEODORO (2003), De sombra y sueño, Editorial Celya. ISBN 84-95700-24-7.
- CHECA, EDITH, et. al. (2004), El cerro de los versos, Barcelona. Ediciones Atenas. ISBN 84-933740-5-9